# Cliché (imprimerie)
Pour les articles homonymes, voir Cliché (homonymie).

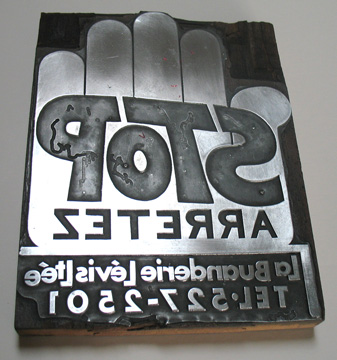
Cliché en magnésium monté sur bois des années 1970.

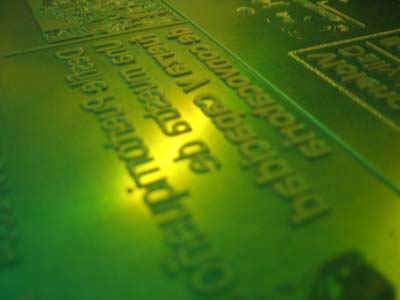
Une plaque d'impression flexographique.

Un cliché est une plaque gravée constituant une forme imprimante en relief, destinée à l’impression typographique. Il comprend soit un texte, soit une illustration au trait, ou une illustration en demi-teinte ou une photographie réalisées en similigravure, ou une combinaison de ces divers éléments.

## Origine
Le cliché vient de la stéréotypie, moulage en un seul bloc d’une composition typographique, qui se pratique à partir de multiples inventions simultanées dans plusieurs pays européens qui se font dès le XVIIIe siècle. De nombreux procédés se multiplient en même temps pour reproduire, mécaniquement ou chimiquement, des plaques gravées en relief (typographie) ou en creux (taille-douce).
Le mot « cliché », vient du verbe « clicher », utilisé d’abord par les graveurs en médailles pour exprimer l’action de frapper le plomb à la main, peut-être de l’allemand klatschen, « claquer », « frapper », « battre ». Le Centre national de ressources textuelles et lexicales ne donne pour sa part que la forme « cliche », au féminin, souvent reprise comme seule étymologie mais désignant une tout autre chose, le déverbal du verbe de l’ancien français clicher, « foirer », ou éclisser, « faire rejaillir », « éclabousser ».
Le sens figuré du mot, utilisé en stylistique comme en sociologie, au même titre que son synonyme stéréotype, est né dans les ateliers d’imprimerie, où un individu répétant les mêmes choses était accusé de « tirer son cliché » : « Tirer son cliché, c’est avoir toujours la même raison à objecter ou dire constamment la même chose. »

## Types de clichés
Les clichés typographiques sont réalisés en métal, tel que le zinc ou le magnésium. Ils sont gravés par l’action d’un acide après insolation à travers un film. La plaque de métal gravée est ensuite montée sur un bloc de bois pour être à la hauteur voulue. Le cliché peut servir directement pour l'impression ou pour la réalisation d'un flan intermédiaire qui formera la plaque finale d'impression ou stéréotype.
Si l’usage du cliché métallique a presque disparu du fait de la régression de l’impression typographique, il demeure nécessaire pour réaliser des gaufrages, des embossages et des découpes. Le cliché photopolymère sert dans le renouveau de la typographie sous le nom de letterpress, maintenant réservé à de petits tirages luxueux, réalisés sur des presses typographiques anciennes.
Des clichés de ce type peuvent servir pour la dorure et la reliure. 
On trouve aussi des clichés en caoutchouc ou en photopolymère pour la flexographie.

## Utilisation du cliché
- Impression typographique directe
- Forme intermédiaire pour réaliser le flan et le stéréotype.
- Estampe : dorure, découpe, embossage
- Reliure